# Я, чоловік
 «Я, чоловік» (англ. I, a Man) - авангардистський експериментальний фільм 1967 року режисера Енді Воргола. Є еротичним, фактично, порнографічним, особливу увагу приділено оголеному чоловічому тілу, без купюр.

## Сюжет
Головний герой, Том Бейкер, спілкується з різними жінками, «сексуально їх експлуатуючи». 

## Цікаві факти
- Прем'єрний показ відбувся 24 серпня 1967[4].
- Валері Соланас була взята на роль виключно в якості компенсації за те, що Воргол втратив її рукопис сценарію «Up Your Ass». Втім, дівчина не пробачила йому цього, і в 1968 влаштувала замах на життя режисера [3].
- Назва фільму є пародією на назву  шведського  еротичного фільму «Я, Жінка» (I, a Woman) (1965) (у США вперше був показаний в жовтні 1966).
- Відомий музикант Джим Моррісон хотів також знятися в цьому фільмі, і Воргол не заперечував, але Моррісона відрадили адміністратори «The Doors» (management of «The Doors») [5].
- Головні актори,  Том і Ніко, грають персонажів під своїми іменами.